# Bertold Bruhaven
Bertold Bruhaven, także Bertoldus Bruhave, Brunhauen, Pruhauen (urodz.?, zm. po 1302) – komtur bałgijski w latach 1288–1289, komtur ragnecki w roku 1289, komtur królewiecki w latach 1289–1302.

## Życiorys
Bertold pochodził z Austrii, najprawdopodobniej z linii rodu Bruhaven osiadłej w Steyr nieopodal Linzu. Rodzina jego związana była z ministeriałami książąt Austrii i Styrii.
Bertold Bruhaven był jedną z najwybitniejszych postaci zakonu krzyżackiego końca XIII wieku, obdarzoną dużym talentem militarno-organizacyjnym. Do Prus przybył około roku 1285. Początkowo pozostawał w otoczeniu mistrza krajowego Prus Konrada von Thierberga Młodszego. W roku 1288 źródła wymieniają go jako komtura Bałgii. Na tym stanowisku pozostawał przez rok by na chwilę stanąć na czele ragnetyńskiego konwentu. Późną wiosną 1289 roku, objął stanowisko komtura Królewca i na tym stanowisku pozostawał przez trzynaście lat. Około 1300 roku został na krótko powołany na stanowisko zastępcy mistrza krajowego Prus. Z działań przeprowadzanych przez Bertolda Bruhavena wynika niezbicie, że posiadał on władzę daleko wykraczającą poza kompetencje zwykłego komtura.
W 1296 roku, kiedy wojska Witenesa pustoszyły Inflanty samodzielnie zorganizował wyprawę na ziemie litewskie, czyniąc dowódcą łupieżczej ekspedycji ówczesnego komtura Bałgii.
Kiedy w roku 1298 Witenes ponownie przeszedł do ofensywy w Inflantach, Bertold Bruhaven z poruczenia wielkiego mistrza Gotfryda von Hohenlohe stanął na czele zbrojnej wyprawy. Wojska krzyżackie miały dotrzeć bezpośrednio na Inflanty celem wsparcia inflanckiej gałęzi zakonu krzyżackiego w walkach z Litwinami i wewnętrzną opozycją. Wyprawa zakończyła się wielkim sukcesem wojsk zakonnych. Do zwycięskiego starcia doszło pod zamkiem Neuermühlen.